# عبر قدرة (الحيمة الخارجية)

تعديل مصدري - تعديل

عبر قدرة هي إحدى قرى عزلة بني محمد بمديرية الحيمة الخارجية التابعة لمحافظة صنعاء، بلغ تعداد سكانها 262 نسمة حسب تعداد اليمن لعام 2004.